# CIFA Primera División
La Liga 2 de Islas Caimán oficialmente Cayman Islands First Division es la segunda división del fútbol de las Islas Caimán siendo la liga más importante de ese país, está organizada bajo la Federación de Fútbol de las Islas Caimán. Se fundó en 2000.
El campeón y el subcampeón asciende a la CIFA Premier League.

## Equipos 2024-25
- 345 FC B
- Academy SC B
- Bodden Town FC B
- Cayman Athletic SC
- Elite SC B
- Latinos FC
- Roma United B
- Scholars International B
- Sunset FC B
- Tigers SC B

## Estadios
- T.E. McField Sports Centre
- Academy Sport Field
- Haig Bodden Stadium
- Donovan Rankine Stadium
- Ed Bush Stadium

## Campeones
| Temporada | Campeón                    |
| --------- | -------------------------- |
| 2000-01   | Latinos FC                 |
| 2001-08   | No disputado               |
| 2008-09   | Bodden Town FC             |
| 2009-10   | East End United FC         |
| 2010-11   | Cayman Athletic SC         |
| 2011-12   | North Side SC              |
| 2012-13   | Sunset FC                  |
| 2013-14   | Roma United                |
| 2014-15   | Academy SC                 |
| 2015-16   | Latinos FC                 |
| 2016-17   | George Town SC             |
| 2017-20   | No disputado               |
| 2020-21   | Scholars International "B" |
| 2022      | Roma United                |
| 2022-23   | 345 FC                     |
| 2023-24   | Tigers SC                  |

## Títulos por club
| Club                       | Campeón | Años campeón |
| -------------------------- | ------- | ------------ |
| Latinos FC                 | 2       | 2001, 2016   |
| Roma United                | 2       | 2014, 2022   |
| Bodden Town FC             | 1       | 2009         |
| East End United FC         | 1       | 2010         |
| Cayman Athletic SC         | 1       | 2011         |
| North Side SC              | 1       | 2012         |
| Sunset FC                  | 1       | 2013         |
| Academy SC                 | 1       | 2015         |
| George Town SC             | 1       | 2017         |
| Scholars International "B" | 1       | 2021         |
| 345 FC                     | 1       | 2023         |
| Tigers SC                  | 1       | 2024         |